# Кеддеріч
Кеддеріч (нім. Ködderitzsch) — громада в Німеччині, розташована в землі Тюрингія. Входить до складу району Ваймарер-Ланд.
Площа — 2,81 км2. Населення становить Невірний параметр metadata 16 071 044 ос. (станом на 31 грудня 2021).